# Варусна деформація

## Приклади
- Стегно: coxa vara[en] — кут між головкою та діафізом стегнової кістки зменшений, що призводить до кульгавості. [1]
- Коліно: genu varum (лат. genu = коліно) — великогомілкова кістка повернута всередину по відношенню до стегнової кістки, що призводить до викривленої деформації.
- Щиколотка: talipes varus (лат. talus = щиколотка і pes = стопа). Відомим підтипом є клишоногість або еквіноварус talipes, де одна або обидві стопи повернуті всередину та вниз. [2] [3]
- Палець стопи: hallux varus (лат. hallux = великий палець ноги) — відхилення великого пальця стопи всередину від другого пальця.
- Лікті: cubitus varus[en] (лат. cubitus = лікоть) — лікті повернуті всередину.

## Дивіться також
- Вальгусна деформація